# أسلوكة
تُعدّ الأسلوكة من الأطباق التقليدية الأصيلة في الجزائر، وتنحدر تحديدًا من مدينة عنابة.

## الوصف
يُعدّ من أنواع الراتاتوي المخصصة لفصل الشتاء، ويُحضّر باستخدام البصل، والباذنجان، والفول، والحمص، والثوم، والفلفل الحار، بالإضافة إلى الكزبرة الطازجة والطماطم.

## الملاحظات والمراجع
1. ↑  "Gráfico 3 – Comparativo de temperaturas em 08/08/2015, com ventilação cruzada". doi.org. اطلع عليه بتاريخ 2025-04-09.
2. ↑  "Aslouka (ratatouille typique de annaba)". vitaminedz.com. اطلع عليه بتاريخ 2020-08-08..

## مقالات ذات صلة
- المطبخ الجزائري
- قائمة تخصصات المطبخ الجزائري